# Microchironomus deribae
Microchironomus deribae är en tvåvingeart som först beskrevs av Freeman 1957.  Microchironomus deribae ingår i släktet Microchironomus och familjen fjädermyggor. Inga underarter finns listade i Catalogue of Life.